# ブリタニック (映画)
『ブリタニック』 (Britannic) は、2000年公開のイギリス映画。

## 解説
沈没事故で知られるタイタニックの姉妹船であり、第一次世界大戦で病院船として徴用を経て沈没したブリタニックを舞台に、互いの素性を知らないドイツのスパイとイギリスのスパイの恋愛と悲劇を描いた作品である。
日本では劇場未公開だが、映画番組でたびたび放送されている。

## あらすじ
イギリスの客船タイタニックの沈没から4年後（1916年）、姉妹船ブリタニックが誕生した。しかし、すでに第一次世界大戦の最中であり、完成と同時にイギリス海軍に徴用され病院船となるが、実は秘密裏に弾薬が積まれ、輸送していた。
ドイツ軍諜報部員、アースト・ティルバッハ少佐（エドワード・アタートン）は、レイノルズという牧師を殺害して彼に変装、ブリタニック乗っ取りを計画して乗り込む。
同じ頃、イギリスの諜報部員ヴェラ・キャンベル（アマンダ・ライアン）はスパイ捜索のため、ギリシャ大使一家の家庭教師として乗り込んだ。彼女はタイタニック沈没事故の生き残りでもあり、救命ボートの訓練中に気分を悪くしてしまう。しかも、船長のバレット（ジョン・リス・デイヴィス）がスパイ捜索に非協力的で、任務が思うように進まない。一方、ティルバッハは乗り組んだ仲間達や追跡してきているUボートと共に、乗っ取り計画を着々と進めていた。そんな中で2人が出会う。
キャンベルとティルバッハは互いが敵とも知らず、だんだんと惹かれあっていく。しかし、ティルバッハの仲間が船の乗っ取りに失敗し、ついにUボートから魚雷が発射される。

## スタッフ
- 監督 - ブライアン・トレンチャード・スミス
- 製作総指揮 - マーク・R・ハリス、デビット・フォレスト、スティーブン・P・ジャーコウ、ボー・ロジャース
- 製作 - バド・W・ブラットマン、ポール・コリクマン、マーク・ハリス、ジュディス・ハント
- 脚本 - デニス・A・プラット、ブレッド・トンプソン、キム・オーウェン・スミス
- 撮影 - アイヴァン・ストラスバーグ
- 美術 - ロブ・ハリス
- 音楽 - アラン・パーカー
- 衣装 - スザンナ・バクストン

## キャスト
| 役名               | 俳優                     | 日本語吹替 |
| ------------------ | ------------------------ | ---------- |
| レイノルズ         | エドワード・アタートン   | 宮本充     |
| ヴェラ・キャンベル | アマンダ・ライアン       | 山崎美貴   |
| レディ・ルイス     | ジャクリーン・ビセット   | 沢田敏子   |
| タウンゼント       | ベン・ダニエルズ         | 樫井笙人   |
| ドクター・ベイカー | ブルース・ペイン         | 土師孝也   |
| バレット艦長       | ジョン・リス＝デイヴィス | 大塚周夫   |
| ヘルムスマン       | ニーブン・ボイド         | 櫻井孝宏   |
| タウンゼント       | ベン・ダニエルズ         | 樫井笙人   |
| ウィリアム・ルイス | アーチー・デービス       | 奥島和美   |
| エヴァンス         | アレックス・ファーンズ   | 土田大     |
| 諜報員             | クリス・ジェンキンソン   | 大川透     |
| ライリー           | フランシス・マギー       | 青山穣     |
| サラ               | エレノア・オークリー     | 山川亜弥   |
| スウィーニー       | マーティン・サベージ     | 吉田孝     |
| メイフィールド     | エド・ストーバート       | 河相智哉   |